# Stele di Zakkur

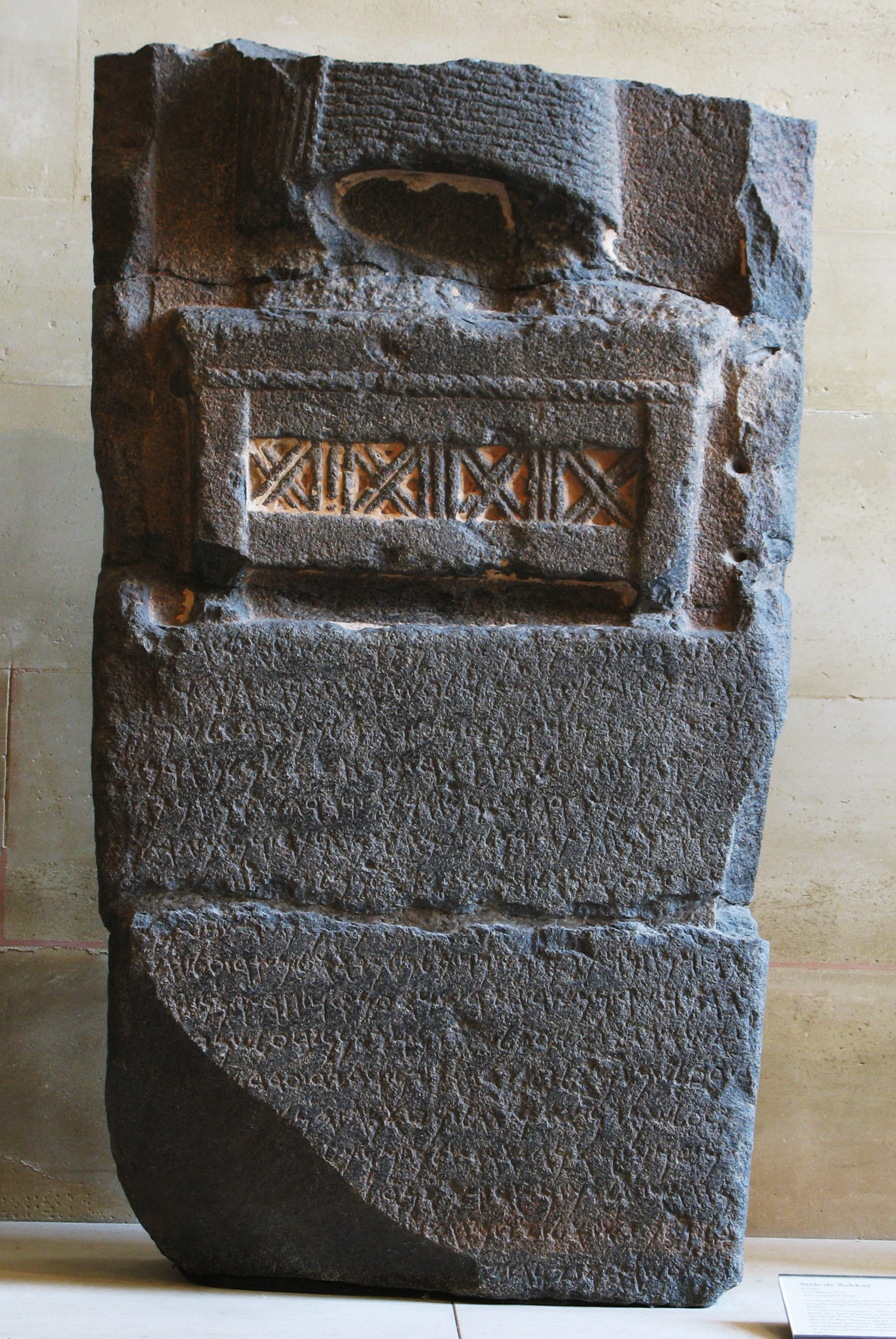
Parte conservata della stele di Zaakur che riporta l'iscrizione.

La stele di Zakkur (o Zakir) è una stele reale scoperta nel 1903 da Henri Pognon a Tell Afis, 45 km a sudovest di Aleppo (Siria), nel territorio dell'antico Regno di Hamath.
Fu pubblicata nel 1907 dallo stesso Pognon. Attualmente è conservata presso il Museo del Louvre, a Parigi.

## Descrizione
Si tratta di una stele di epoca aramaica realizzata in basalto, di cui si conservano solo quattro frammenti, che misura circa 30 cm di larghezza, 13 cm di profondità e 62 cm di altezza (in origine doveva essere alta circa 2 metri).
Riporta un'iscrizione del re Zakkur in aramaico e si ritiene che risalga all'805-775 a.C..
Dell'iscrizione sono leggibili:
- 28 righe di testo sul fianco destro,
- 17 righe di testo sulla parte inferiore del lato frontale,
- 2 righe di testo sul fianco sinistro.

Il testo recita: